# Mario Pupella
Mario Pupella (Castelvetrano, 10 aprile 1945 – Palermo, 22 gennaio 2023) è stato un attore, regista teatrale e direttore artistico italiano.

## Biografia
Direttore artistico del Teatro Sant'Eugenio di Palermo, Mario Pupella debuttò giovanissimo recitando in Enrico IV di Luigi Pirandello.
Fu protagonista di diverse opere teatrali di Plauto, Terenzio, Ben Jonson e Molière, recitando anche in vari teatri greco-romani. Successivamente si dedicò ai grandi autori del Novecento curando la regia e recitando in diverse rappresentazioni come L'uomo dal fiore in bocca, L'uomo, la bestia e la virtù, Chi ha paura di Virginia Woolf? e I Malavoglia.
Nel cinema debuttò come protagonista del film Angela di Roberta Torre.
Prese parte alla 2ª e alla 3ª serie della fiction L'onore e il rispetto diretta da Salvatore Samperi nel ruolo di "don Patrono". Nel film La siciliana ribelle di Marco Amenta fu l'antagonista del giudice Borsellino. Interpretò il ruolo di don Mimì, nel film La matassa con Ficarra e Picone.
Fu coprotagonista nel film di Carlo Fusco Vento di Sicilia del 2012.
Per anni diresse, a Palermo, la sua scuola di teatro, con sede presso il Teatro Sant'Eugenio, attiguo all'omonima chiesa dopo che, per alcuni anni, la sede della scuola era situata nei locali dell'ex cinema teatro Crystal, già cinema Edera.

## Filmografia

### Cinema
- I Grimaldi, regia di Giorgio Castellani (1997)
- Angela, regia di Roberta Torre (2002)
- La passione di Giosuè l'ebreo, regia di Pasquale Scimeca (2005)
- La mafia dei nuovi padrini, regia di Giorgio Castellani (2005)
- Io, l'altro, regia di Mohsen Melliti (2006)
- I Viceré, regia di Roberto Faenza (2007)
- La siciliana ribelle, regia di Marco Amenta (2008)
- La matassa, regia di Ficarra e Picone e Giambattista Avellino (2009)
- Vento di Sicilia, regia di Carlo Fusco (2012)
- Salvo, regia di Fabio Grassadonia e Antonio Piazza (2013)
- In guerra per amore, regia di Pif (2016)
- Quel bravo ragazzo, regia di Enrico Lando (2016)
- Scappo a casa, regia di Enrico Lando (2019)
- Padrenostro, regia di Claudio Noce (2020)

### Televisione
- Callas e Onassis – miniserie TV (2005)
- Giovanni Falcone - L'uomo che sfidò Cosa Nostra – miniserie TV (2006)
- La luna e il lago – film TV (2006)
- Il figlio della luna – film TV (2007)
- Ho sposato uno sbirro – serie TV (2008)
- L'onore e il rispetto - Parte seconda, regia di Salvatore Samperi e Luigi Parisi (2009)
- Squadra antimafia Palermo oggi 3, regia di Beniamino Catena - 4 episodi (2011)
- L'onore e il rispetto - Parte terza, regia di Luigi Parisi e Alessio Inturri (2012)
- Squadra antimafia Palermo oggi 4, regia di Beniamino Catena - episodio 4x01 (2012)
- Il sistema, regia di Carmine Elia - miniserie TV, episodio 6 (2016)
- Il commissario Montalbano - serie TV, episodio: La rete di protezione (2020)
- The Bad Guy, regia di Giancarlo Fontana e Giuseppe Stasi - serie Prime Video, episodi 1x05-1x06 (2022)
- Maria Corleone, regia di Mauro Mancini - serie TV, episodio 1x02-1x08 (2023)

## Teatrografia
- Enrico IV
- La contessina Julie
- Splendida Fiamma
- Chi ha paura di Virginia Woolf
- L'uomo dal fiore in bocca
- Cece
- L'uomo, la bestia e la virtù
- Le cocu magnifique
- I Malavoglia
- Da Nazareth... una stella, la vita!
- La Giara
- La sgualdrina timorata
- Provolone story
- Salvatore Giuliano
- XXXIII Canto Del Paradiso (2009)